# 삼척역
삼척역(Samcheok station, 三陟驛)은 강원특별자치도 삼척시 사직동에 위치한 동해선과 삼척선의 철도역이다. 여객과 시멘트 화물 취급을 동시에 하고 있다. 삼척시 중심가와는 조금 떨어진 오십천 남쪽에 있으며 삼척항이 역과 가깝다. 2025년 1월 동해선 개통에 맞추어 역사와 승강장이 현대화되었다.

## 역사
- 1944년 2월 11일 : 보통역으로 영업 개시[1]
- 1958년 6월 13일 : 역사 신축 준공
- 1971년 9월 10일 : 무연탄 화물 도착역 지정[2][3]
- 1983년 7월 1일 : 6급역으로 변경, 삼척-강릉간 여객열차 폐지(화물열차뒤에 객차 1량 연결)
- 1991년 8월 20일 : 여객 취급 중지
- 1994년 1월 1일 : 소화물차 취급 중지[4]
- 2007년 7월 24일 : 여객 취급 재개
- 2019년 6월 3일 : 여객 취급 중지
- 2025년 1월 1일 : 여객 취급 재개[5]
- 2025년 12월 : KTX-이음 운행 개시 (예정)

## 인접한 역
| 동해선           | 동해선          | 동해선             |
| ---------------- | --------------- | ------------------ |
| 근덕 부전 방면   | ITX-마음 동해선 | 삼척해변 강릉 방면 |
| 흥부 동대구 방면 | ITX-마음 동해선 | 삼척해변 강릉 방면 |
| 근덕 동대구방면  | 누리로 동해선   | 삼척해변 강릉 방면 |

## 사진

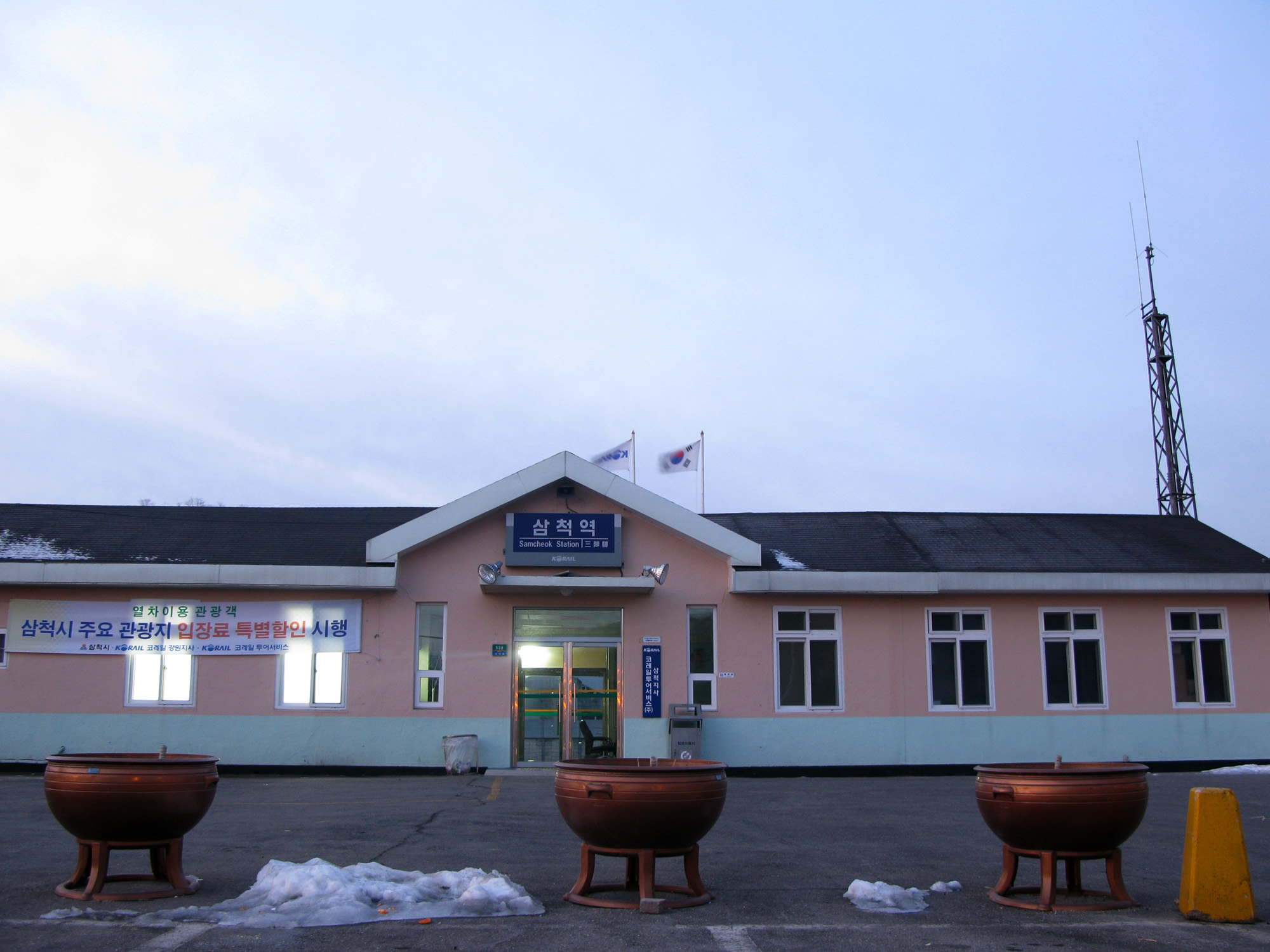
구 역사
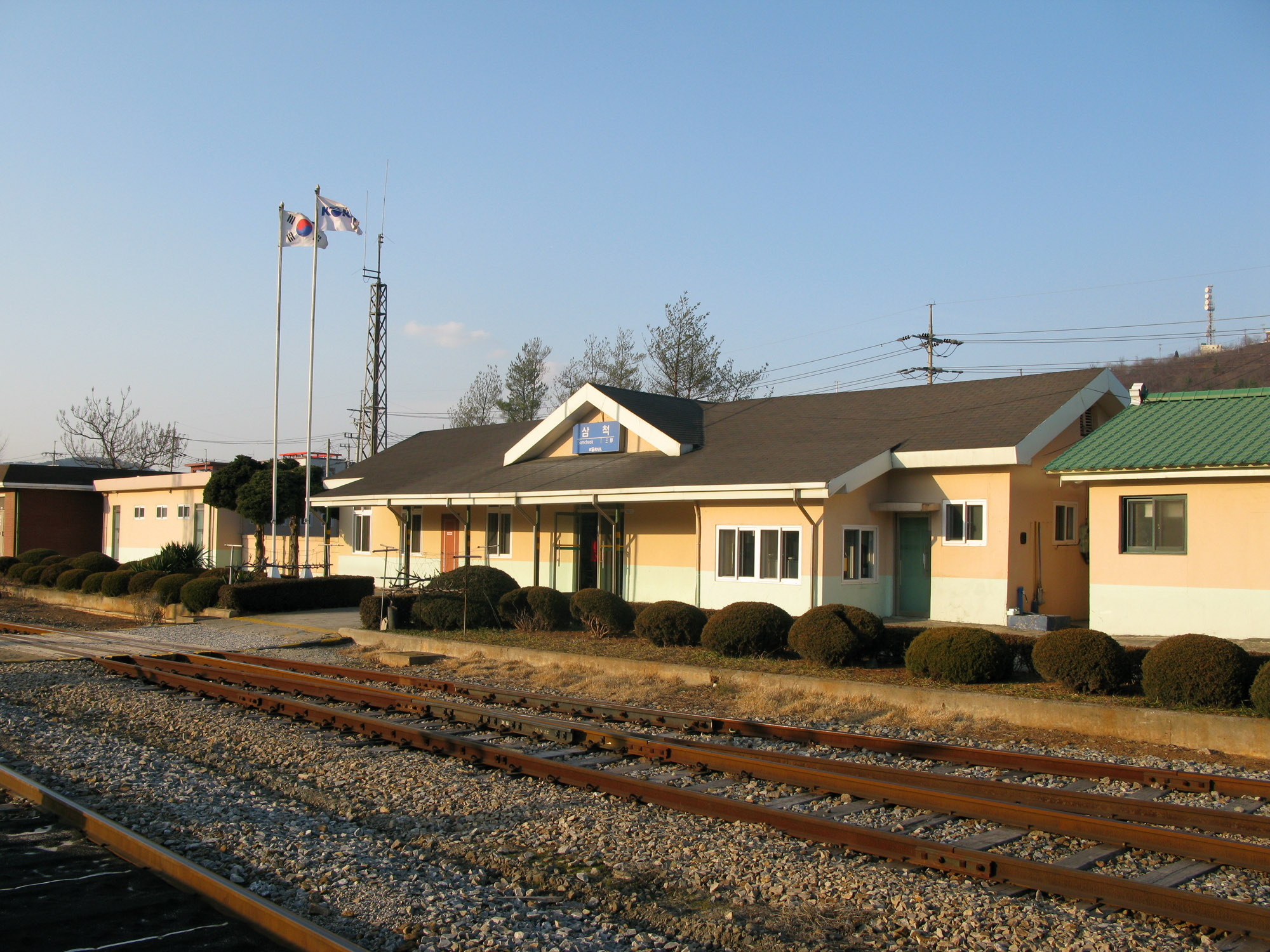
구 역사 뒷면
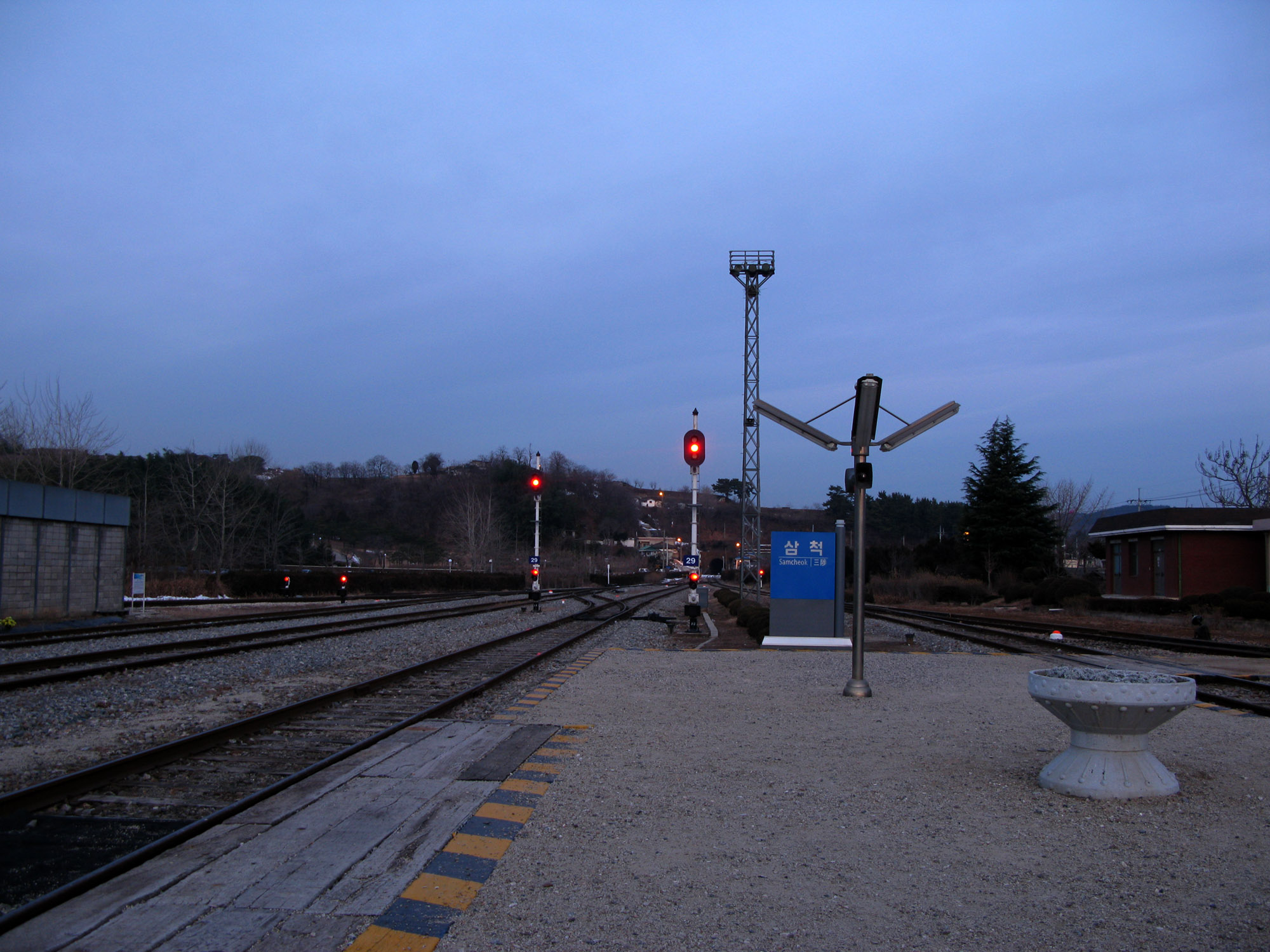
구 승강장 동해 방면
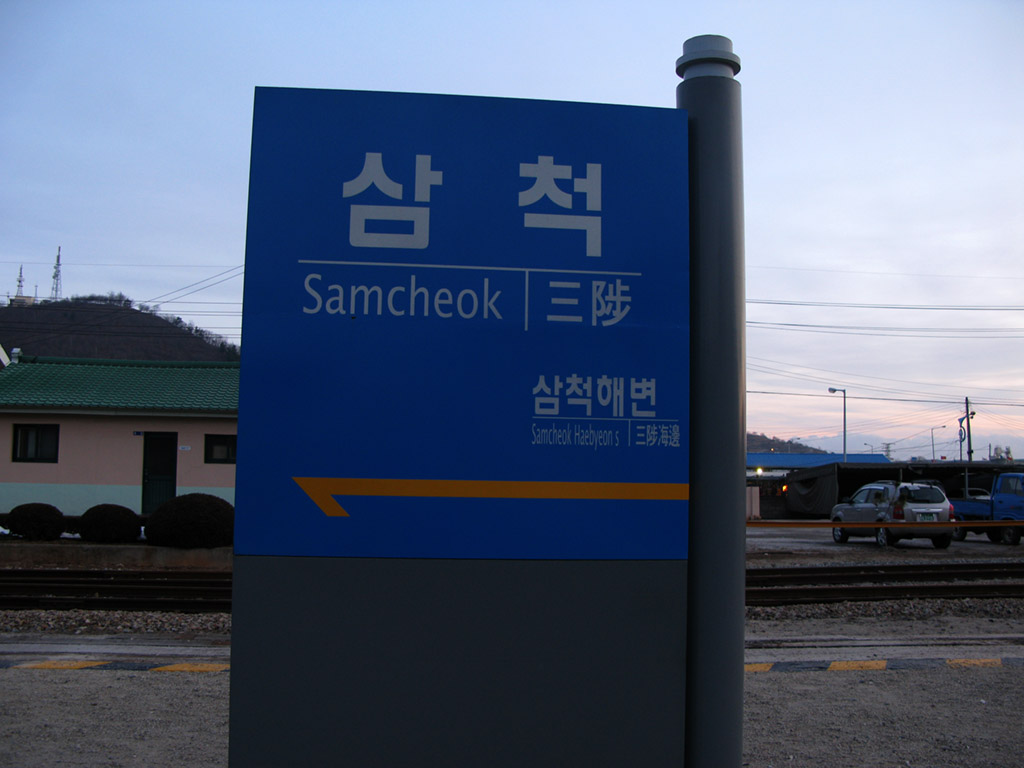
구 역명판
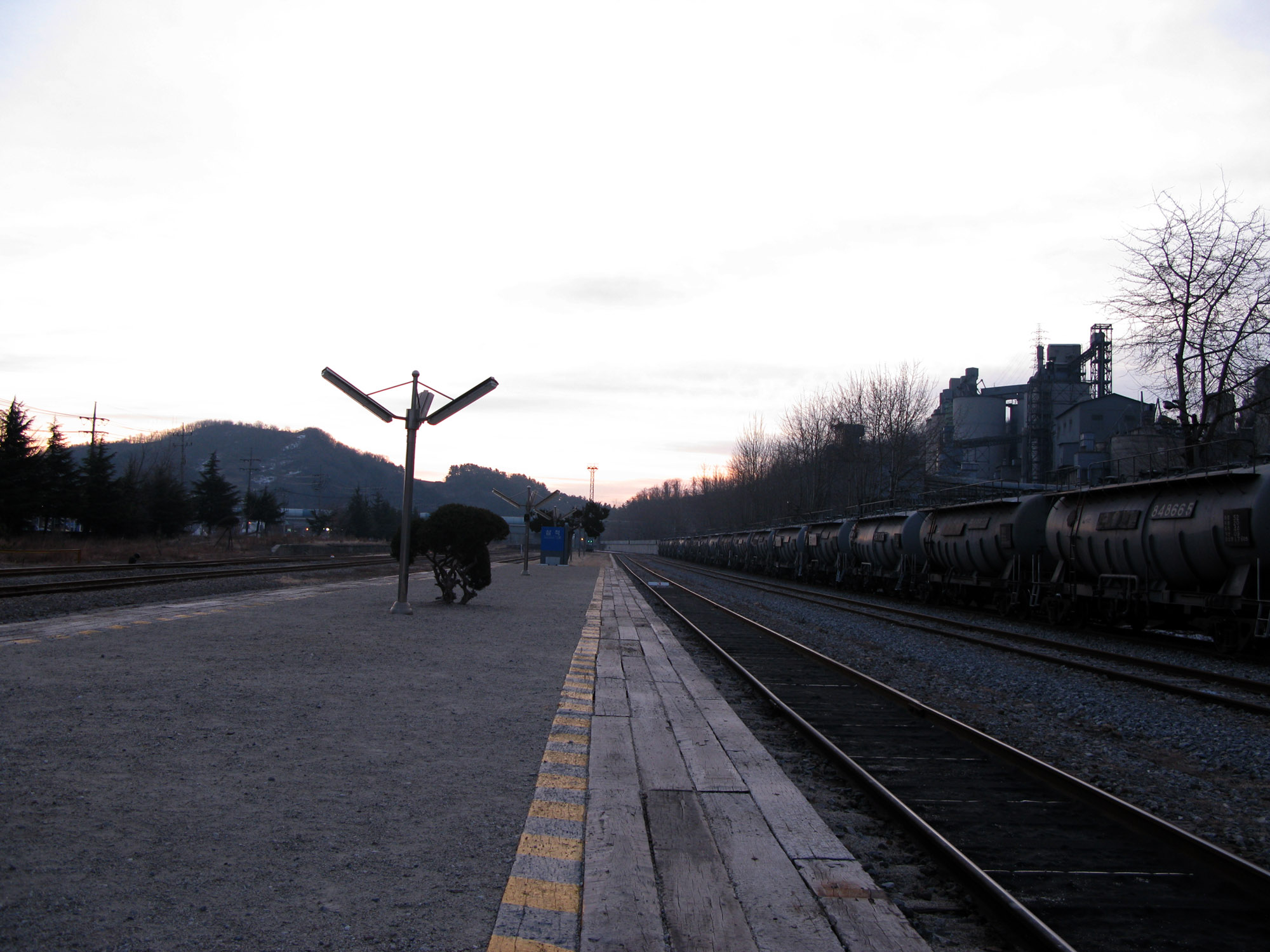
구 승강장